# Nannonotus
Nannonotus is een geslacht van rechtvleugeligen uit de familie sabelsprinkhanen (Tettigoniidae). De wetenschappelijke naam van dit geslacht is voor het eerst geldig gepubliceerd in 1960 door Beier.

## Soorten
Het geslacht Nannonotus omvat de volgende soorten:
- Nannonotus alatus Beier, 1960
- Nannonotus brevipennis Beier, 1960